# Une partie de plaisir
Une partie de plaisir is een Franse dramafilm uit 1975 onder regie van Claude Chabrol.

## Verhaal
Om hun huwelijk opwindend te houden besluiten Philippe en Esther te slapen met andere partners. Daarna delen ze hun ervaringen met elkaar. Philippe wordt daardoor echter redeloos jaloers op zijn vrouw.

## Rolverdeling
| Acteur           | Personage      |
| ---------------- | -------------- |
| Danièle Gégauff  | Esther         |
| Paul Gégauff     | Philippe       |
| Clémence Gégauff | Élise          |
| Paula Moore      | Sylvia Murdoch |
| Cécile Vassort   | Annie          |
| Giancarlo Sisti  | Habib          |
| Mario Santini    | Rosco          |
| Michel Valette   | Katkof         |
| Pierre Santini   | Michel         |